# بيدرو أوجارت
بيدرو أوجارت (بالإسبانية: Pedro Ugarte)‏ هو كاتب إسباني، ولد في 15 يناير 1963 في بلباو في إسبانيا.